# مطار البريمي
مطار البريمي (إياتا: RMB، إيكاو: OOBR) هو مطار يخدم مدينة البريمي وهي إحدى ولايات محافظة البريمي في سلطنة عمان، وتقع على خط الحدود المباشر بين سلطنة عمان ودولة الإمارات العربية المتحدة بمحاذة مدينة العين الامارتية. وتعتبر من الأسواق العمانية الكبيرة. ويقع مطار العين الدولي على بعد 9.8 ميل بحري (18 كم) غرب هذا المطار.

## روابط خارجية
- تاريخ الحوادث لـ (OOBR) على شبكة سلامة الطيران.